# الجرادي (بعدان)

تعديل مصدري - تعديل

الجرادي محلة تابعة لقرية الجبجب، التابعة لعزلة المنار بمديرية بعدان إحدى مديريات محافظة إب في الجمهورية اليمنية، بلغ تعداد سكانها 87 حسب تعداد اليمن لعام 2004.